# Селангор
Селангор (малайск. Selangor Darul Ehsan / سلاڠور دار الإحس) — султанат в составе федеративного государства Малайзия. Один из 13 штатов страны, расположен в западной части полуострова. Административным центром Селангора является город Шах-Алам. Двор правящего султана находится в Кланге. Гавань Кланга — Порт Кланг — является крупнейшим морским малайзийским портом.

## Общие сведения
Площадь штата — 7 960 км². Население (на 2010 год) составляет 5 462 141 человек. Плотность населения — 686,20 человек на 1 км² — является пятой в Малайзии.

## Политическое устройство
По принятой 26 февраля 1959 года конституции штата, Селангор является наследственной конституционной монархией, султанатом. Глава штата с 2001 года — Султан Шарафутдин Идрис.

## География
Штат Селангор расположен на западном побережье Малайского полуострова. На западе побережье Селангора омывается водами Малаккского пролива, на востоке он граничит со штатами Перак, Паханг и Негери-Сембелан.

## История
В средневековье территория Селангора входила в империи Шривиджайя и Маджапахит. После взятия в 1511 году португальцами Малакки княжество Селангор становится вассалом султана Джохора. В конце XVIII — начале XIX века Селангор, как и вся Малайя, подпадает под контроль англичан. В 1896 году он вместе с княжествами Паханг, Перак и Негери-Сембелан образует т. н. федерированные штаты, подчинённые английскому губернатору Сингапура. В годы Второй мировой войны (1941—1945) был оккупирован Японией. 31 августа 1957 года вошёл в состав Малайской Федерации, а 16 сентября 1963 г. — Малайзии.
Ранее на территории Селангора находилась и столица Малайзии — Куала-Лумпур, однако в 1970 году она была выделена в самостоятельную федеральную территорию.

## Султаны Селангора
- 1766—1778 годы — Салахуддин-шах (Раджа Лума) (1705—1788), сын Даинга Келлаха, фактического правителя Джохора в 1728—1745 годах
- 1778—1826 годы — Ибрагим-шах, сын предыдущего
- 1826—1857 годы — Мухаммад-шах (ум. 1857), сын предыдущего
- 1857—1898 годы — Абдул-Самад-шах (1804—1898), сын Раджи Абдаллаха, внук султана Ибрагим-шаха
- 1898—1938 годы — Алааддин Сулайман-шах (1863—1938), сын Раджи Муды Мусы, внук предыдущего
- 1938—1942 года — Хисам ад-дин Алам-шах (1898—1960), третий сын предыдущего
- 1942—1945 годы — Муса Гийас ад-дин Риайат-шах (1893—1955), старший брат предыдущего
- 1945—1960 годы — Хисам ад-дин Алам-шах (1898—1960) (вторично)
- 1960—2001 годы — Салах ад-дин Абдул-Азиз-шах (1926—2001), сын предыдущего
- с 2001 года — Шарафутдин Идрис (род. 1945), старший сын предыдущего

## Население
В Селангоре примерно в равных пропорциях проживают малайцы и китайцы (по 40-45 % от общего числа жителей). Остальные — в основном индийцы, выходцы из Южной Индии.
В религиозном отношении малайцы Селангора и небольшое количество индийцев — мусульмане-сунниты. Проживающие в штате китайцы — конфуцианцы, даосисты и буддисты. 3/4 индийцев — индуисты, имеются также среди них христиане и сикхи.

## Административное деление
Штат Селангор разделен на 9 административных округов и включает 12 органов местного самоуправления.
Список Административных округов:
- Gombak
- Hulu Langat
- Hulu Selangor
- Kuala Langat
- Klang, включая порт Кланг
- Kuala Selangor
- Petaling
- Sabak Bernam
- Sepang, включая Международный аэропорт Куала-Лумпур

## Экономика
Селангор имеет самую развитую инфраструктуру в стране, в особенности транспортную систему. Это самый многочисленный штат, с высоким уровнем жизни населения и низким процентом бедности.
Традиционными промыслами штата, в прошлом самостоятельного княжества, была добыча олова и производство каучука. Штат выпускает собственные почтовые марки.